# Đinh Bộ Lĩnh

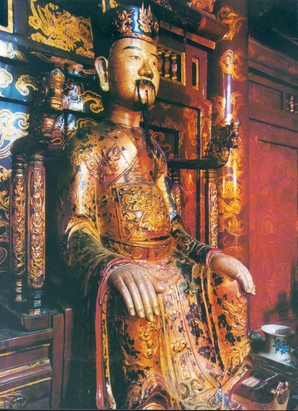
Darstellung von Đinh Bộ Lĩnh

Đinh Bộ Lĩnh (chin. 丁部領), (* 924; † 979) war der Begründer des vietnamesischen Kaiserreichs und dessen erster Kaiser. Sein Regierungstitel war Đinh Tiên Hoàng (chin. 丁先皇).

## Politischer Werdegang
Anhai, das heutige Vietnam, bestand aus mehreren Präfekturen. Davon waren die wichtigsten Jiao im Norden an der Grenze Chinas, Ai im Zentrum und Hoan im Süden. Dinh Bo Linh war Gouverneur von Hoan. Dort bekämpfte er regelmäßige Überfälle von Süden her.
Anhai unterstand als Protektorat China, das es als südliches Bollwerk nutzte. Politische Schwäche und wirtschaftliche Depression beeinträchtigten das Gebiet in diesen Jahren.
Dinh nutzte diese Gelegenheit und zog in die Region des Roten Flusses. Seine Anhänger sammelte er im Süden unter Bauern und Unzufriedenen mit der Regierung. Im Gebiet von Hanoi verbündete Dinh sich mit dem Kantonesen Tran Lam, einem mächtigen Handelspaten. Später wurde Dinh von ihm adoptiert. Die Grenze nach Norden wurde von Banditen beherrscht, daher war eine Intervention aus China nicht abzusehen.
Mit seiner Streitmacht befriedete er die Region des Roten Flusses und die Krieger des Ngo-Klans unterwarfen sich ihm. Aus taktischen Gründen machte er Hoa Lư zu seiner Hauptstadt.
Im Jahr 966 erhob sich Dinh Bo Linh selbst zum Kaiser. Im sinitischen Weltbild war der Kaiser jedoch der Himmelssohn (Tianxia), somit konnte es nur einen davon geben. Nach der Krönung koppelte er sein Reich Dai Co Viet von China ab. Die erste Ära bezeichnete Dinh Bo Linh als „Thai-binh“ – „großer Frieden“. Seinen Sohn Lien ernannte er 967 zum König von Nan Viet (Nanyue) in Anlehnung an die erste chinesische Dynastie auf vietnamesischen Boden unter Zhao Tuo, viet. Trieu Da. Die politische Struktur seines Reiches orientierte sich am chinesischen Konzept mit Ministerien und Titeln. Jedoch räumte er Daoisten und Buddhisten hohe Stellungen ein.
Die Basisregierung gestaltete sich so:
Kaiser und fünf gleichberechtigte Kaiserinnen (kein Konkubinat)
König von Nam Viet, Sohn des Kaisers
Fürst
Richter
General
zwei buddhistische Meister
ein daoistischer Meister
Schwiegersohn des Kaisers
Dinh Bo Linh errichtete, so wie es in China etwa für neue Herrscher üblich war, Schreine für die Götter von Erde und Getreide – allerdings entspricht der Gott der Erde nicht dem in China bekannten she 社 oder tudi 土地, sondern dem geomantischen julong. Dies wurde in der späteren Geschichtsschreibung ein Synonym für die Staatsgründung.
Da Dinh eine Invasion der Chinesen befürchtete, sandte er Tribut und seinen Sohn Lien im Namen des Reiches in das Tang-Reich. Dort wurde Lien mit dem Titel Annam Protektorgeneral anerkannt und 975 wurde Dinh Bo Linh selbst zum „König der Jiaozhi Präfektur“ (alter chinesischer Terminus für Vietnam). Dies war der erste offizielle Königstitel, der für Vietnam verwendet wurde.

## Das Ende Dinh Bo Linhs
Obwohl sein Sohn Lien sein einziger erwachsener Nachfahre und seine rechte Hand war, setzte er seinen Sohn Hang Lang – der noch ein Kleinkind war – als Thronerben ein. Spätere Geschichtsschreiber unterstellten der Mutter Hang Langs politische Manipulationen, um die Macht für ihren Klan zu sichern.
Dies hielt jedoch nicht lange an, denn Lien ließ Hang Lang ermorden.
Im Jahre 979 ermordete Marquis Do Thich den Kaiser und seinen Sohn Lien im Schlaf. Sein Motiv bleibt unklar. In einem Text heißt es, er habe sich drei Tage im Palast versteckt, sei dann entdeckt und vom Volk „zerrissen und gegessen“ worden. Dies sollte man jedoch nicht wörtlich nehmen, sondern in dem Sinne, dass er vernichtet wurde.
Nach 10-jähriger Interimszeit unter Lê Hoàn bestieg 1009 Lý Công Uẩn, gefördert durch den buddhistischen Klerus, unter dem Herrschernamen Lý Thái Tổ den Thron, und begründete damit die Lý-Dynastie.

## Legenden
In den frühsten Legenden wird Dinh Bo Linhs Jugend als Knabe in einem Dorf beim Spielen oder Büffelhüten dargestellt. Dies sollte die Nähe des charismatischen Führers zu bäuerlichen Werten darstellen.
Spätere Legenden sprechen von einer Prophezeiung, die Dinh Bo Linhs Tod vorhersagte. Damit wollten die Geschichtsschreiber ausdrücken, dass Dinh zwar ein Nationalheld war, aber nicht perfekt.
Im 19. Jh. kommt die Legende auf, Dinh Bo Linh sei der Sohn eines Otters – einem magischen, gestaltwandelndem Wassergeist – gewesen. Durch eine List begrub er die Knochen seines Vaters an einer für die chinesischen Daoisten wichtigen Drachenvene am Grunde des Sees nahe seinem Dorf. Dadurch erhielt er das Mandat des Himmels und sollte ein wichtiger Herrscher werden. Jedoch rächte sich der chinesische Geomant, dem er das Geheimnis entlockt hatte, indem dieser ihn wiederum hinters Licht führte und so Dinh Bo Linhs Schicksal verdarb, was zu dessen Tod führte.
Diese Legende hat mehrere Motive:
- Die Unabhängigkeit Vietnams
- Die Rache der Chinesen, die später noch mehrmals in Nordvietnam einfielen
- Die Investitur des Herrschers durch eine Wassergottheit oder einen Wassergeist, wie es sich zuvor und v. a. in der retroperspektiven Geschichtsschreibung des 14.–15. Jh. in Vietnam, eingebürgert hatte. Dies stellte eine alternative Legitimationsmethode im Kontrast zur chinesischen imperialen Investitur dar.[5]